# Chartered Quality Institute
Das Chartered Quality Institute ist die 1919 als The Technical Inspection Association (TIA) gegründete Berufskörperschaft des Qualitätsmanagements im Vereinigten Königreich. Neben Ausbildung- und Repräsentation der Mitglieder gehören die Weiterentwicklung von Normen und die Verwaltung des International Register of Certified Auditors (IRCA) zum Leistungsumfang des CQI.

## International Register of Certified Auditors
1984 unternahm die damalige IQA unterstützt durch das Minstery of Trade and Industry das Lead Assessor Registration Scheme, der Versuch, ein Register für zertifizierte Auditoren anzulegen. Grundlage war ein 1981 eingeführtes IT-System. Im Juli 1986 waren sechzehn Organisationen zertifiziert, qualifizierte Auditoren auszubilden.
Der erste registrierte Auditor wurde am 1. April 1985 aufgezeichnet. Leider wurden die Daten später gelöscht, so dass sein Name nicht überliefert ist. Inzwischen ist IRCA weltweit die führende Organisation in der Registrierung lizenzierter Auditoren mit ca. 13 unterschiedlichen Prüfungsordnungen in 123 Ländern.

## Ziele
Im Leitbild des CQI nennt die Organisation als primäres Ziel eine Welt, in der alle Organisationen den Wert für ihre Stakeholder durch hervorragende Leistungen in Leitung, Sicherung und Verbesserung optimieren.

## Geschichte
1919 wurde das Chartered Quality Institute als The Technical Inspection Association gegründet. Mitglieder waren ca. 500 Waffeninspekteure der Streitkräfte. In den Nachkriegsjahren versuchten die Inspekteure der Streitkräfte, die Qualität der Waffen und der verwendeten Chemikalien zu verbessern. Bis 1922 wurde vielen klar, dass die Basis deutlich verbreitert werden müsste, um eine tragfähige Organisation zu bilden. So wurde am 10. November 1922 aus der TIA mit Vertretern aus Industrie und staatlichen Stellen die Institution of Engineering Inspection (IEI) gegründet. Aus verschiedenen Gründen musste die Geschäftsstelle in den ersten 40 Jahren des Bestehens elf Mal verändert werden, darunter kriegsbedingt während des Zweiten Weltkriegs von London nach Bath. Die Geschäftsstelle war einfach die Geschäftsadresse des jeweiligen Sekretärs.
Geld war in den Anfangsjahren knapp und die IEI überlebte nur aufgrund der Großzügigkeit der Kreditgeber. Anfangs des Zweiten Weltkriegs war die Mitgliederschaft auf 700 angewachsen und eine Publikation, Engineering Inspection, wurde regelmäßig veröffentlicht. Die Mitglieder waren vorwiegend männlich und der militärische Ursprung hinterließ seine Spuren in der Organisation. Diese Kultur änderte sich nur langsam und so dauerte es bis 1972, als die Organisation unter der Führung von Präsident John Loxham nicht nur den Namen in Institute of Quality Assurance (IQA) änderte, sondern auch ein moderneres Gefüge entwickelte. Während dieser Zeit teilte sich das IQA Büro und Ressourcen mit dem Institute of Production Engineering.
1975 zog das IQA in eigene Räumlichkeiten im 54 Princes Gate, Exhibition Road, London, direkt gegenüber dem Imperial College London. Dort residierten drei ständige Mitarbeiter. Trotz der finanziellen Schwierigkeiten hatten das IEI und das IQA stets realistische Ausbildungspläne und Anforderungen für Mitglieder gesetzt. Hier ging man keine Kompromisse zugunsten größerer Mitgliederzahlen ein. 1980 hatte die Mitgliederanzahl die 6000 erreicht.
1984 begann das IQA unter dem Einfluss der National Quality Strategy des Vereinigten Königreichs, die Qualifikationen von Auditoren zu registrieren und damit ein nationales Register von zertifizierten Auditoren anzulegen. Anfänglich als Assessor Registration Scheme bzw. Register of Lead Assessors bezeichnet wird das Register inzwischen als International Register of Certified Auditors (IRCA) bezeichnet.
1987 hatte sich die Klientel des IQA grundlegend verändert. Die Dominanz der ingenieurtechnischen Fächer war einer Vielzahl von Branchen gewichen und das damalige Organ, Quality Assurance, veröffentlichte Artikel über Gesundheitswesen, Konsumenten-orientiere Themen und Produkthaftung. In der Ausbildung waren nun Themen wie Design, menschliche Fehler, Qualitätsmanagement, Motivation und Selbstverpflichtung oder Zuverlässigkeit enthalten. Gleichzeitig steigerte die IQA ihre Aktivitäten in der British Standards Institution, wo intensiv am BS 5750 gearbeitet wurde, der späteren ISO 9001. 1989 wird am 9. November der erste World Quality Day durch das IQA veranstaltet, den das IQA seither jährlich veranstaltet.
Die 1990er waren geprägt durch starkes Wachstum, wenn auch nicht im gleichen Umfang wie in den 1980ern. Die Mitgliederzahl wuchs bis 1996 auf ca. 13000 an. Während dieser Zeit bereitete das IQA die Einführung des Binnenmarkts der Europäischen Union vor, indem Normen angepasst wurden und die Ausbildung.
Über viele Jahre hatte die IQA ein Verzeichnis von Consultants geführt, die Unternehmen in Fragen des Qualitätsmanagements berieten. Es war unter der Bezeichnung Association of Quality Management Consultants International (AQMCI) bekannt. 2001 wurde der Service in das Kerngefüge des IQA aufgenommen und bis 2015 fortgeführt.
1945 war schon einmal der Gedanke an eine Royal Charter aufgekommen. 1987 war ein erfolgloser Versuch zur Erlangung einer solchen Charter unternommen worden. 2005 fokussierte sich die IQA auf dieses Ziel und am 23. November 2006 wurde die Royal Charter durch Königin Elisabeth I. unterzeichnet. Mit Erhalt der Royal Charter musste sich die IQA als gemeinnützige Stiftung (Charity) registrieren lassen. Mit der Registrierung ging die Namensänderung zum heutigen Chartered Quality Institute einher.
Die Mitarbeit im Technical Committee 176 der ISO wird weitergeführt und die CQI ist auch mit der Norm ISO 9000-2015 eng verbunden. 2016 wurde ein neues Trainingsregime eingeführt, mit dem die Ausbildungsanforderungen für das CQI und für IRCA vereinheitlicht wird.

## Organisation
Die Generalversammlung wählt seit 2014 ein Advisory Council (Beratungsausschuss) aus dem wiederum ein Nominating Council (Nominierungsausschuss) gewählt wird. Dieser Nominierungsausschuss schlägt dem Advisory Council Kandidaten zur Wahl des Board of Trustees unter der Leitung des Chairs vor. Das Board wird durch Beratungsgremien zu den folgenden Themen beraten:
- professionelle Richtlinien
- Ausbildung und Anforderungsprofile
- Normen
- Regionale Aktivitäten
- IRCA

## Veröffentlichungen
Ab 1935 verlegte die damalige IEI ein regelmäßiges Organ, Inspection Engineering. 1955 wurde das Journal unter diesem Titel eingestellt und als Inspection Engineer fortgesetzt. Diesem Journal war keine so lange Lebensdauer beschieden und es wurde schon 1959 durch Quality Assurance, dem Journal des Institute of Quality Assurance ersetzt. Dieses hatte 30 Jahre Bestand und wurde bis 1989 verlegt. Der Nachfolger des Journals war das ab 1990 erschienene Quality Forum. Schon 1993 wurde das Forum eingestellt und durch Qualityworld ersetzt, welches seit 1994 ununterbrochen erscheint.

### Verlegte Bücher (Auswahl)
- 2015: ISO 14001:2015 Understanding the International Standard
- 2018: Annex SL Briefing Note
- 2019: ISO 9004:2018 - Achieving Sustained Success - The CQI Guide

- 2017: Rex Black et Al.: Agile Testing Foundations: An ISTQB Foundation Level Agile Tester guide
- 2019: James Roughton et Al.: Safety Culture: An Innovative Leadership Approach
- 2019: István Forgács und Attila Kovács: Practical Test Design: Selection of traditional and automated test design techniques